# DotProject
dotProject es un software para gestión de proyectos basado en web, multiusuario, multiidioma y es Software Libre. Fue creado por dotmarketing.org en el año 2000. dotProject está construido por aplicaciones de código abierto y es mantenida por un pequeño pero dedicado grupo de voluntarios. 
Está desarrollada en PHP, y utiliza MySQL como base de datos (aunque otros motores como PostgreSQL también pueden ser utilizados). La plataforma recomendada para utilizar dotProject se denomina LAMP (GNU/Linux + Apache + MySQL + PHP). De todas formas, existen binarios para instalar dotProject bajo otros sistemas operativos tales como Microsoft Windows(NT,2000,XP) y Mac. 
El grupo que desarrolla dotProject basa su espíritu de trabajo en los siguientes puntos: 
• Proveer a los usuarios de funcionalidad orientada a la Gestión de Proyectos. 
• Construir una herramienta con una interfaz de usuario simple, clara y consistente. 
• Ser de código abierto, libre acceso y utilización. 
El software es libre para todo quien quiera descargarlo. Además existe soporte gratuito provisto por voluntarios en los foros de la comunidad y vía documentación en línea. También es posible contratar soporte del equipo de desarrollo a través del llamado “Foro de Soporte Prioritario”. 

## Descripción del producto
Como ya se ha mencionado anteriormente, dotProject es una herramienta orientada a la Gestión de Proyectos. Para eso se orienta a la administración de recursos para desarrollar un producto, cuya producción requiera de un conjunto de actividades o tareas que se desarrollen entre ellas en forma paralela o independiente. 
La aplicación consta de un conjunto de entidades ordenadas jerárquicamente las cuales permiten brindar la funcionalidad del producto. 
A continuación se mencionan las entidades más importantes de dotProject: 
- Compañías: Son las entidades que agrupan proyectos, actividades y usuarios.

- Departamentos: Son áreas dentro de las compañías, que permiten agrupar usuarios en dicho nivel.

Usuarios/Contactos: dotProject tiene usuarios los cuales son capaces de loguearse a dotProject y trabajar dentro del esquema de permisos que posea el rol de dicho usuario. Los contactos son usuarios especiales que asignados a un determinado proyecto pueden recibir por ejemplo: correo, actualizaciones y noticias pero no necesariamente deben tener acceso al sistema dotProject. Los usuarios y contactos pertenecen a una compañía.
- Costos: El costo de desarrollar un proyecto depende de múltiples variables incluyendo costos de mano de obra, costos de materiales, administración de riesgo, infraestructura (edificios, máquinas, etc.), equipo y utilidades. Cuando se contrata a un consultor independiente para un proyecto, el costo típicamente será determinado por la tarifa de la empresa consultora multiplicada por un estimado del avance del proyecto.
- Proyectos: Es la entidad que contiene el grupo de tareas necesarias para desarrollar un determinado producto o servicio.

- Actividades: son las tareas asignadas dentro de un proyecto. Son los componentes sobre los cuales se controla: la duración, dependencias, recursos asignados y progreso. Las actividades deben de pertenecer a un único proyecto.

- Diagramas de Gantt: Permite ver en forma gráfica las actividades ordenadas jerárquicamente, mostrando las dependencias y solapamientos de las mismas.

- Tickets: para administrar todos los problemas relacionados con un proyecto.

- Archivos: Permite almacenar archivos dentro de un proyecto permitiendo un versionado básico de los mismos.

- Foros: Permite la creación de foros de discusión dentro de cada proyecto para distribuir información y discutir temas relativos al proyecto del foro.

- Administración del Sistema: Contiene las actividades relacionadas con la administración de usuarios, roles y configuración del sistema.

- Recursos: Permite asignar recursos no humanos (oficinas, equipamiento, etc) a un proyecto.

## Distribuciones
La última versión de dotProject es la 2.1.8 y fue liberada el 27 de julio de 2013. Existen dos tipos de distribuciones que dependen de la plataforma sobre la que se pretende instalar el producto (GNU/Linux o Windows).